# Friedhof Lübbecke
Der städtische Friedhof Lübbecke ist der zentralstädtische, überkonfessionelle und größte Friedhof der ostwestfälischen Stadt Lübbecke und liegt im südöstlichen Bereich der Lübbecker Kernstadt, auf dem Gebiet des Matthäusbezirkes der evangelischen Kirchengemeinde Lübbecke. Er ist rund acht Hektar groß und liegt zwischen 80 und 120 Meter über NN in Hanglage am Nordhang des Wiehengebirges.
Zahlreiche seiner Gräber stehen unter Denkmalschutz, so zum Beispiel die Familiengrabstätte (Erbbegräbnis) der Familie Barre und zahlreiche andere Gräber oder Grabsteine. Seit dem 11. Juli 1990 ist auch der Friedhof selbst denkmalgeschützt und führt die Denkmalnummer 70.
Der Friedhof liegt im Unterschied zu den anderen Friedhöfen der anderen Kirchorte der Stadt Lübbecke weiter von einer Kirche des Kirchspiels entfernt. Die St.-Andreas-Kirche liegt rund 600 Meter im Westen im Bereich der Altstadt. Daher verfügt der Friedhof über eine eigene Friedhofskapelle, die die Ausmaße einer kleineren Kirche hat und rund 200 Trauernden Platz bietet.

## Geschichte
Die erste Erwähnung eines Friedhofs in Lübbecke unmittelbar an der St.-Andreas-Kirche geht auf das Jahr 1305 zurück. Änderungen des Preußischen Landrechts im Jahre 1799 ließen Beisetzungen innerhalb des Stadtkerns nicht mehr zu. Zudem war die noch verfügbare Fläche an der St.-Andreas-Kirche nicht mehr ausreichend für die Anlage weiterer Gräber. Mit dem Anwachsen der Bevölkerung – im Jahre 1800 etwa 2.000 Einwohner; Ende der 1830er Jahre über 2.500 – ergab sich der Bedarf eines neuen Friedhofs.
Nach langen Planungen wurde am 7. Juli 1839 der neue Lübbecker Friedhof mit einem Oberbauerschafter Anteil eingeweiht, (Oberbauerschaft gehörte bis Ende 1969 kirchenrechtlich zum Kirchspiel Lübbecke.) Er lag relativ weit außerhalb der zentralstädtischen Bebauung.
Im Zuge einer Erweiterung der Anlage wurde auch ein jüdischer Friedhofsteil angegliedert. Ursprünglich besaß die jüdische Gemeinde einen Friedhofsplatz in der Feldmark in der Nähe der Rahdener Straße, der wiederholt dem jeweiligen Bevölkerungsstand angepasst und erweitert werden musste. Der letzte Zukauf zwischen den beiden Weltkriegen erfolgte im Jahre 1926. Nach dem Zweiten Weltkrieg kam es wiederholt zu Zukäufen. Der letzte nach Westen bis zur Berliner Straße ausgeweitete Friedhofsteil wurde am 18. November 1998 eingeweiht.
Seit 1950 kann die städtische Friedhofskapelle genutzt werden. Sie steht, wie auch der Friedhof selbst, allen Konfessionen und Weltanschauungen gleichermaßen zur Verfügung.
Insbesondere nach 1945 wuchs die Wohnbaufläche Lübbeckes deutlich, insbesondere nach Norden und Osten, so dass heute Lübbecke und der Stadtteil Gehlenbeck zusammengewachsen sind und der Friedhof Lübbecke deutlich innerhalb der städtischen Bebauung liegt – es grenzen kaum noch unbebaute Freiflächen an den Friedhof, was eine weitere Vergrößerungsmöglichkeit einschränkt.
Als Schmuckstück des Friedhofs gilt die die im Jahr 1896 gestaltete Lindenallee, die sich heute als Brunnengalerie mit ihren alten Bäumen in der Mitte von Nord nach Süd erstreckt. Auf ihr liegen zwei große in Stein gefasste Becken, aus der Friedhofsbesucher mit eisernen Gießkannen Wasser schöpfen können.

## Lage
Der Friedhof grenzt im Norden auf rund 150 Meter an die Gehlenbecker Straße. An ihrem Westende im Bereich der Gärtnerei befindet sich ein kleiner Besucherparkplatz. Im Nordwesten grenzt er nach der letzten Erweiterung auf rund 50 Meter unmittelbar an die Berliner Straße, die Bundesstraße 239, im Westen an Baugrundstücke der Straße Tilkenbreite und an städtische Freiflächen östlich des Wittekind-Gymnasiums, im Süden seit der vorletzten Erweiterung in den 1980er Jahren auf rund 150 Meter an Baugrundstücke der Oberen Tilkenbreite und im Osten auf rund 440 Meter an die Straße Am Friedhof.
Der Friedhof ist umfriedet. Eingänge liegen im Norden an der Gehlenbecker Straße, im Osten an „Am Friedhof“ und im Südwesten von einem Fußweg, der im Zuge der Freifläche beim Gymnasium verläuft.

## Friedhofskapelle
Der Bau einer Friedhofskapelle war bereits Ende der 1930er Jahre geplant, konnte jedoch kriegsbedingt nicht realisiert werden.
Nach Kriegsende wurde der Plan nach dem Entwurf des Lübbecker Architekten Bünemann wieder aufgegriffen, und seit dem 28. Januar 1950 steht die Kapelle zur Verfügung.

## Ansässige Unternehmen
Unmittelbar am Friedhof haben sich seit Generationen mit der Gärtnerei Schwarze eine Friedhofsgärtnerei, mit dem Steinmetz Schütz ein Steinmetz für Grabsteine und mit dem Unternehmen Grothe ein Bestatter in räumlichem Bezug angesiedelt.

## Weitere Friedhöfe
Auf dem Gebiet der Stadt Lübbecke liegen seit der Gebietsreform weitere Friedhöfe in den Ortschaften Blasheim, Alswede, Gehlenbeck und Nettelstedt. Genannte Dörfer sind die Kirchorte der entsprechenden Kirchengemeinden, deren Gebiet, bis auf eine, komplett auf dem Gebiet der Stadt Lübbecke liegen. Lediglich die Kirchgemeinde Alswede liegt nur zum Teil auf Lübbecker Territorium und umfasst auch Gebiete nördlich des Mittellandkanals. Daneben gibt es auf dem Gebiet der Stadt noch einige kleinere Erbbegräbnisse sowie einige Gräber aus alter Zeit an der historischen Stelle des Friedhofs Lübbecke neben der Andreaskirche.